# Суковська-Воля
Суковська-Воля (пол. Sukowska Wola) — село в Польщі, у гміні Пшитик Радомського повіту Мазовецького воєводства.
Населення — 200 осіб (2011).
У 1975-1998 роках село належало до Радомського воєводства.

## Демографія
Демографічна структура станом на 31 березня 2011 року:
|          | Загалом | Допрацездатний вік | Працездатний вік | Постпрацездатний вік |
| -------- | ------- | ------------------ | ---------------- | -------------------- |
| Чоловіки | 101     | 22                 | 64               | 15                   |
| Жінки    | 99      | 27                 | 48               | 24                   |
| Разом    | 200     | 49                 | 112              | 39                   |